# Hóa thạch sống

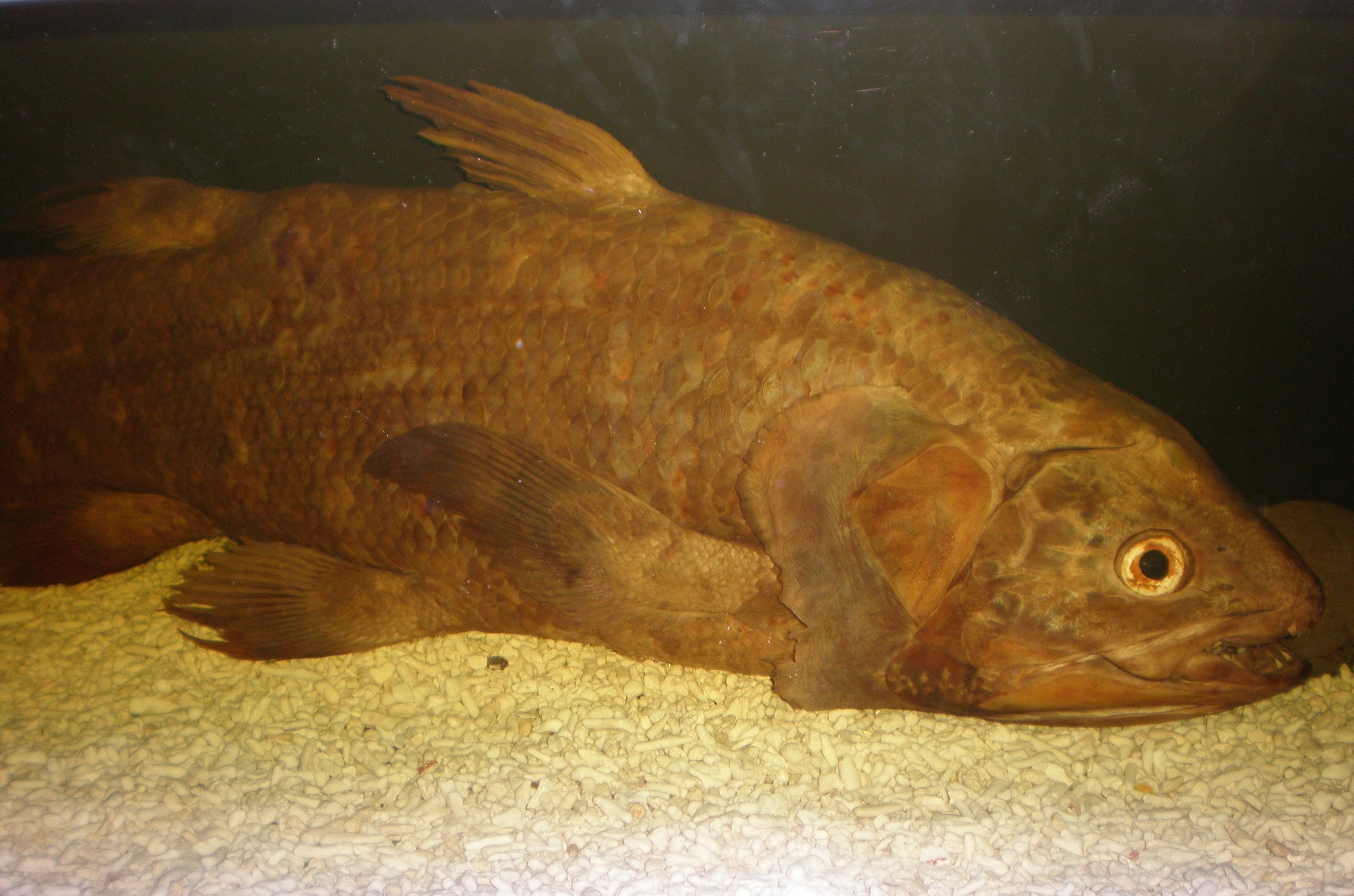
Các loài của bộ Cá vây tay được cho là đã tuyệt chủng cách đây, cho đến khi một mẫu vật sống thuộc bộ này được phát hiện vào năm 1938. Ví dụ như hai loài cá vây tay Tây Ấn Độ Dương và cá vây tay Indonesia

Hóa thạch sống là một thuật ngữ không chính thức để chỉ bất kỳ loài hoặc nhánh sinh vật nào còn sinh tồn, nhưng chúng trông giống các loài chỉ được biết đến từ các hóa thạch, và không có bất kỳ họ hàng còn sinh tồn nào gần gũi. Tất cả các loài này đã thoát khỏi các sự kiện tuyệt chủng lớn, và nói chung đang duy trì sự đa dạng phân loại thấp. Những loài nào phân tỏa thành công (tạo thành nhiều loài mới sau khi bị thắt cổ chai di truyền) đã trở nên quá thành công để có thể được coi là "hóa thạch sống". Tuy nhiên, thuật ngữ này thường bị diễn giải sai.

## Tổng quan
Tồn tại khác biệt tinh tế giữa một "hóa thạch sống" và một "đơn vị phân loại Lazarus". Một đơn vị phân loại Lazarus là một đơn vị phân loại (hoặc là một loài hoặc là một nhóm loài) bỗng nhiên tái xuất hiện, hoặc là trong hồ sơ hóa thạch hoặc là trong tự nhiên (nghĩa là giống như khi nói hóa thạch "đã trở lại cuộc sống một lần nữa"), trong khi hóa thạch sống là loài mà dường như đã không thay đổi gì trong suốt cả chu trình thời gian sinh tồn của nó (nghĩa là giống như khi nói hóa thạch luôn luôn tồn tại). Thời gian luân chuyển loài trung bình (khoảng thời gian mà loài tồn tại trước khi nó bị thay thế) dao động mạnh giữa các ngành, nhưng trung bình khoảng 2-3 triệu năm. Vì thế, các loài còn sinh tồn mà trước đó được coi là tuyệt chủng (chẳng hạn như cá vây tay (Latimeria chalumnae)) không phải là hóa thạch sống, đơn giản là do định nghĩa như thế (mặc dù nó vẫn có thể là hóa thạch sống do nó đã không thay đổi nhiều), nó là các loài Lazarus. Các loài cá vây tay biến mất từ hồ sơ hóa thạch vào khoảng 80 triệu năm trước (Thượng Phấn trắng). Tuy nhiên, nếu các loài Latimeria hóa thạch khác trong đại Tân sinh được tìm thấy thì cá vây tay lại có thể được coi là hóa thạch sống thật sự, do các hóa thạch đó có thể sẽ điền đầy vào lỗ hổng trong đó các loài là "chết". Tất nhiên, các loài không xuất hiện bất chợt từ không khí, vì thế mọi loài Lazarus còn sinh tồn (ngoại trừ các loài sách đỏ đang biết mất và đang tái xuất hiện) dù sao cũng được coi là hóa thạch sống, nếu chúng có thể được chứng minh là không phải các đơn vị phân loại Elvis.
Một vài hóa thạch sống là các loài chỉ từng được biết đến từ các hóa thạch trước khi các đại diện còn sinh tồn được phát hiện. Các ví dụ nổi tiếng nhất là các loài cá dạng cá vây tay Latimeria chalumnae và Latimeria menadoensis cũng như thủy sam (Metasequoia glyptostroboides), được phát hiện trong một thung lũng hoang vắng tại Trung Quốc. Các loài khác còn có tôm hùm Glypheoidea, ong bắp cày Mymarommatidae, bọ cánh cứng Jurodidae, tất cả chúng đều được mô tả lần đầu tiên bằng các hóa thạch, nhưng sau đó mới tìm thấy là còn sinh tồn (tương ứng là 2 loài, 10 loài và 1 loài). Các hóa thạch sống khác là các loài còn sinh tồn đơn độc mà không có các họ hàng còn sinh tồn gần gũi nào, nhưng là loài sống sót của nhóm lớn và phổ biến rộng trong hồ sơ hóa thạch, có lẽ ví dụ được biết đến nhiều nhất là bạch quả (Ginkgo biloba), mặc dù cũng có những hóa thạch sống khác, chẳng hạn như ong gỗ tuyết tùng (Syntexis libocedrii).
Lưu ý rằng do hóa thạch sống là đại diện còn sống sót của một dòng dõi cổ xưa nên không nhất thiết phải đòi hỏi rằng chúng phải giữ được tất cả các đặc trưng "nguyên thủy" (các đặc trưng chung có trước khi có tổ tiên chung gần nhất của nhóm loài) của dòng dõi đó; nghĩa là chúng có thể có một hay nhiều đặc trưng bắt nguồn từ đó (các đặc trưng chỉ có duy nhất của nhánh này, không có ở tổ tiên chung gần nhất của nhóm loài), đã tiến hóa kể từ thời gian có sự phân kỳ dòng dõi của chúng. Tất cả những gì cần đòi hỏi là chúng có thể được gán một cách mạch lạc, rõ ràng vào một dòng dõi tuyệt chủng (hiếm khi chúng là đồng nhất với các dạng hóa thạch). Xem ví dụ về các loài chim đậu lưng bò (họ Buphagidae) có các đặc trưng duy nhất chỉ có ở nhánh này, chúng không là hóa thạch sống "thật sự" (do vẫn chưa thấy có các hóa thạch) nhưng dường như là những loài sống sót duy nhất của dòng dõi cổ xưa có họ hàng với các loài chim sáo (Sturnidae) và chim nhại (Mimidae).
  
Lưu ý tới sự tương tự giữa lá của một loài Ginkgo hóa thạch 170 triệu năm tuổi ở bên trái và lá của bạch quả còn sinh tồn ở bên phải.

## Lịch sử
Thuật ngữ này lần đầu tiên được Charles Darwin đưa ra trong cuốn The Origin of Species (Nguồn gốc muôn loài) của ông, khi đề cập tới Ornithorhynchus (thú mỏ vịt) và Lepidosiren (cá phổi Nam Mỹ): 
“ ... All fresh-water basins, taken together, make a small area compared with that of the sea or of the land; and, consequently, the competition between fresh-water productions will have been less severe than elsewhere; new forms will have been more slowly formed, and old forms more slowly exterminated. And it is in fresh water that we find seven genera of Ganoid fishes, remnants of a once preponderant order: and in fresh water we find some of the most anomalous forms now known in the world, as the Ornithorhynchus and Lepidosiren, which, like fossils, connect to a certain extent orders now widely separated in the natural scale. These anomalous forms may almost be called living fossils; they have endured to the present day, from having inhabited a confined area, and from having thus been exposed to less severe competition.
 ”— Charles Darwin
, The Origin of Species, p. 49   
Tạm dịch
“ ... Tất cả các lưu vực nước ngọt, gộp lại cùng nhau, chỉ chiếm một diện tích nhỏ so với diện tích của biển hay đất liền; và, bởi thế, sự cạnh tranh giữa các sản sinh nước ngọt sẽ ít mãnh liệt hơn so với ở những nơi khác; các dạng mới sẽ được hình thành chậm hơn, và các dạng cũ cũng bị tiêu diệt chậm hơn. Và trong nước ngọt chúng tôi tìm thấy bảy chi cá vảy láng, các sinh vật còn sót lại của bộ đã từng chiếm ưu thế một thời: và trong nước ngọt chúng tôi tìm thấy một số dạng dị thường nhất hiện nay đã được biết đến trên thế giới, như Ornithorhynchus và Lepidosiren, chúng, giống như các hóa thạch, chắp nối với các bộ có quy mô nhất định hiện nay đã tách biệt lớn trong thang độ tự nhiên. Các dạng dị thường này gần như có thể được gọi là các hóa thạch sống; chúng đã tồn tại cho tới ngày nay, từ việc có môi trường sinh sống bị hạn chế, và từ việc có điều đó nên đã trải qua sự cạnh tranh ít khốc liệt hơn.
 ”— Charles Darwin
, Nguồn gốc muôn loài, trang 49   

### Định nghĩa khác
Có nhiều định nghĩa khác về hóa thạch sống (nhưng mơ hồ):
- Đơn vị phân loại còn sinh tồn đã từng sinh sống trong một phần lớn của thời gian địa chất

Để chứng tỏ điều này, mọi mẫu vật sống phải thuộc về cùng một loài hóa thạch như vậy. Quy tắc này loại bỏ Limulus, Peripatus, Latimeria, Sphenodon, Didelphis, thú mỏ vịt, và nhiều loài khác. Để cho phép một số sự mềm dẻo, chi có thể được sử dụng. Phân loại cổ sinh học dựa trên hình thái học phần cứng (khái niệm loài cổ sinh học), vì thế ở đây có sự thiên lệch về phía thời gian luân chuyển loài dài hơn, và các mối quan hệ chỉ có thể được luận ra một phần nào. Sinh học phân tử hiện đại đã chỉ ra rằng các tốc độ phát sinh thay đổi là tương đối đều và không liên quan chặt chẽ với tốc độ thay đổi hình thái. Vì thế từ cơ sở phân tử nhiều hơn về các khả năng lai giống thì ở đây về bản chất không có những điều như loài đã từng sống xuyên suốt một thời gian địa chất dài. Tuy nhiên, với điều kiện là chúng ta đang sử dụng trường hợp đặc biệt của tên gọi loài cổ sinh học, định nghĩa được duy trì cùng nhau trong một ngữ cảnh. Cá phổi Queensland (Neoceratodus fosteri) là ví dụ của sinh vật phù hợp với tiêu chí này, các hóa thạch được đồng nhất với cá phổi Queensland hiện đại có niên đại trên 100 triệu năm làm cho loài này là một trong các loài động vật có xương sống còn sinh tồn cổ nhất nếu thực tế nó không phải là cổ nhất.
- Đơn vị phân loại còn sinh tồn về mặt hình thái và/hoặc sinh lý là giống như các loài hóa thạch trong một phần lớn thời gian địa chất (tĩnh hình thái)

Các mẫu vật sống không nhất thiết phải thuộc về cùng một loài hóa thạch (hoặc thậm chí là chi). Ở đây chỉ cần một số tương đồng về mặt sinh lý.
Chẳng hạn cá vây tay, là loài cá biển. Các loài cá vây tay trong đại Trung sinh đã từng sinh sống trong cả nước ngọt lẫn nước mặn. Điều chỉnh thẩm thấu ở chi Latimeria được thực hiện bằng sự giữ lại nước tiểu. Việc giữ lại nước tiểu được coi là chỉ thị về tổ tiên nước ngọt. Điều này nghĩa là dòng dõi cá vây tay đã tiến hóa để thích nghi với cuộc sống từ nước ngọt sang nước mặn.
Sự tương tự giữa Peripatus và Aysheaia (các động vật Tiền Cambri từ đá phiến sét Burgess) là nổi bật (hiện nay, cả hai được phân loại vào trong nhóm Tardipolypoda (hai ngành Tardigrada và Onychophora), chứ không phải chỉ ở mỗi điểm rằng Aysheaia là động vật biển, trong khi Peripatus sinh sống trong đất mùn lá nhiệt đới.
- Đơn vị phân loại còn sinh tồn với nhiều đặc trưng nguyên thủy

Đây là định nghĩa trung lập hơn cả. Tuy nhiên, nó không làm rõ là đơn vị phân loại có thật sự cổ hay không, hoặc đơn giản chỉ là nó có nhiều đặc trưng chung có trước khi có tổ tiên chung gần nhất của nhóm loài. Lưu ý rằng, như đề cập trên đây, điều ngược lại có thể áp dụng cho các đơn vị phân loại hóa thạch sống thật sự; nghĩa là, chúng có thể chiếm hữu nhiều đặc trưng bắt nguồn từ các đặc trưng cổ nhưng chỉ duy nhất của nhóm và không phải là "nguyên thủy" đặc thù về biểu hiện.
- Bất kỳ loài nào trong ba định nghĩa trên, nhưng với phân bố cổ sót lại trong các nơi ẩn náu.

Một số nhà cổ sinh học coi các "hóa thạch sống" với sự phân bố rộng (như Triops cancriformis) không phải là các hóa thạch sống thật sự. Trong trường hợp của Triops cancriformis (sống từ kỷ Trias tới nay), các mẫu vật kỷ Trias đã mất gần hết các phần phụ của chúng (chủ yếu chỉ duy trì các giáp), và chúng đã không được kiểm tra kỹ lưỡng kể từ năm 1938.
- Bất kỳ loài nào trong ba định nghĩa trên, nhưng nhánh đó có độ đa dạng phân loại thấp (dòng dõi đa dạng thấp)

Các loài chim đậu lưng bò về mặt hình thái là hơi tương tự như chim sáo do chia sẻ các đặc trưng có trước khi có tổ tiên chung gần nhất, nhưng đã thích nghi một cách độc nhất để kiếm thức ăn là các động vật ký sinh và máu của động vật có vú to lớn trên đất liền, làm mờ đi các mối quan hệ của chúng. Dòng dõi này tạo thành một phần của sự phân tỏa bao gồm hai họ Sturnidae và Mimidae nhưng dường như là cổ xưa nhất trong các nhóm này. Dữ liệu sinh địa lý học gợi ý mạnh mẽ rằng chim đậu lưng bò có nguồn gốc từ miền đông châu Á và chỉ sau đó mới tới châu Phi, nơi mà hiện nay chúng có sự phân bố cổ còn sót lại (Zuccon và ctv, 2007). Hai loài còn sinh tồn vì vậy dường như là các đại diện của một nhánh đã tuyệt chủng hoàn toàn (khi Passerida tiến triển) và cổ đại, và nó cũng chắc chắn như điều này có thể được nói tới trong sự thiếu vắng các hóa thạch thật sự. Điều thứ hai này có lẽ là do thực tế là dòng dõi chim đậu lưng bò chưa bao giờ được tìm thấy trong các khu vực trong đó các điều kiện tốt cho quá trình hóa thạch của các xương chim nhỏ bé, nhưng tất nhiên, các hóa thạch của các dạng chim đậu lưng bò tổ tiên có thể có một ngày nào đó sẽ được tìm ra và cho phép thử nghiệm thuyết này.
Địa vị hóa thạch sống của sinh vật có thể bị bỏ đi nếu nhánh (nhỏ nhất) mà loài đó thuộc về là đa loài, nó ngụ ý sự đa dạng loài (gần đây).

## Ví dụ
Một số trong số này được biết đến một cách không chính thức như là các "hóa thạch sống".

### Thực vật
- Amborellaceae
- Araucaria araucana
- Tuế
- Bạch quả (Ginkgo biloba)
- Mộc tặc (Equisetum spp., họ Equisetaceae)
- Thủy sam (Metasequoia glyptostroboides, họ Cupressaceae; có họ hàng với Sequoia và Sequoiadendron)
- Thông dù Nhật Bản (Sciadopitys verticillata, họ Sciadopityaceae)
- Cỏ lá thông (Psilotum spp., họ Psilotaceae)
- Welwitschia mirabilis (họ Welwitschiaceae)
- Wollemia nobilis (họ Araucariaceae; có họ hàng với Agathis và Araucaria)

### Nấm
- Neolecta

### Động vật
- Động vật có xương sống
  - Lớp Thú
    - Chuột Cyprus (Mus cypriacus)
    - Gấu trúc đỏ (Ailurus fulgens)
    - Hươu đùi vằn (Okapia johnstoni)
    - Chuột núi Lào (Laonastes aenigmamus)
    - Thỏ núi lửa Mexico (Romerolagus diazi)
    - Thỏ Amami (Pentalagus furnessi)
    - Mèo Iriomote (Prionailurus iriomotensis)
    - Monito del Monte (Dromiciops gliroides)
    - Thú đơn huyệt (bao gồm thú mỏ vịt và thú lông nhím)
    - Hải ly núi (Aplodontia rufa)
    - Thú có túi ôpôt (họ Didelphidae)
    - Ngựa Przewalski (Equus ferus przewalskii, Equus przewalskii hay Equus caballus przewalskii, phân loại gây tranh cãi)

  - Chim
    - Họ Hồng tước New Zealand (Acanthisittidae) ("Hồng tước" New Zealand)
    - Gà móng hoang dã (Ophisthocomus hoazin)
    - Sapayoa mỏ rộng (Sapayoa aenigma)
    - Sẻ ngô râu (Panurus biarmicus)
    - Bộ Chim chuột (Coliiformes) (chim chuột, 6 loài sinh tồn trong 2 chi)
    - Ngỗng bồ các (Anseranas semipalmata)

  - Bò sát
    - Rùa mũi lợn (Carettochelys insculpta)
    - Crocodilia (cá sấu, cá sấu mõm dài và cá sấu mõm ngắn)
    - Tuatara (Sphenodon punctatus và Sphenodon guntheri)

  - Lưỡng cư
    - Ếch tía (Nasikabatrachus sahyadrensis)

  - Cá xương
    - Cá vây cung (Amia calva)
    - Cá vây tay (2 loài cá vây thùy với danh pháp Latimeria menadoensis và Latimeria chalumnae)
    - Cá phổi Queensland (Neoceratodus fosteri)
    - Cá tầm và cá tầm thìa (bộ Bộ Cá tầm (Acipenseriformes))

  - Cá mập
    - Cá nhám mang xếp (Chlamydoselachus anguineus)
- Động vật không xương sống
  - Côn trùng
    - Mantophasmatidae (bọ đấu sĩ; vài loài còn sinh tồn)
    - Mymarommatidae (10 loài sinh tồn trong chi Palaeomymar)
    - Nevrorthidae (3 loài trong 3 chi)
    - Notiothauma reedi (họ hàng của côn trùng cánh dài)
    - Orussidae (ong bắp cày ký sinh gỗ; khoảng 70 loài sinh tồn trong 16 chi)
    - Peloridiidae (côn trùng ăn rêu tại Nam Mỹ; ít hơn 30 loài sinh tồn trong 13 chi)
    - Sikhotealinia zhiltzovae (loài bọ cánh cứng duy nhất của họ Jurodidae ở Viễn Đông, Nga)
    - Syntexis libocedrii (loài ong bắp cày ký sinh gỗ tuyết tùng duy nhất của họ Anaxyelidae)

  - Động vật giáp xác
    - Glypheoidea (3 loài tôm sinh tồn: Neoglyphea inopinata, N. neocaledonica, Laurentaeglyphea neocaledonica)
    - Triops cancriformis (loài tôm nòng nọc của bộ bộ Tôm nòng nọc (Notostraca))

  - Động vật thân mềm
    - Phân bộ Ốc anh vũ (Nautilus) (chẳng hạn Ốc anh vũ (Nautilus pompilius))
    - Neopilina galateae, động vật giáp xác thuộc lớp lớp Một mảnh vỏ (Monoplacophora)
    - Ennucula superba (một loài trai nước mặn họ Nuculidae)

  - Khác
    - Lớp Huệ biển (Crinoidea)
    - Sam (chỉ còn 4 loài sinh tồn của lớp Lớp Đuôi kiếm (Xiphosura), họ Sam (Limulidae) là: Limulus polyphemus,Tachypleus gigas, Tachypleus tridentatus và Carcinoscorpius rotundicauda)
    - Lingula anatina (Động vật tay cuộn không rõ ràng)
    - Động vật có móc (ngành Onychophora)
    - Valdiviathyris quenstedti (loài động vật tay cuộn lớp Craniforma)